# Je voudrais que quelqu'un m'attende quelque part (film)
Cet article concerne le film. Pour le livre, voir Je voudrais que quelqu'un m'attende quelque part.
Pour plus de détails, voir Fiche technique et Distribution.
Je voudrais que quelqu'un m'attende quelque part est un film français réalisé par Arnaud Viard, sorti en 2019. Il s'agit d'une adaptation cinématographique de la dernière nouvelle intitulée Épilogue de l'œuvre homonyme d'Anna Gavalda.

## Synopsis
Aurore (Aurore Clément) fête ses 70 ans entourée de ses amis et ses quatre enfants : l'ainé Jean-Pierre « JP » Armanville (Jean-Paul Rouve), directeur commercial en vins, marié à Nathalie (Sarah Adler), ils ont une fille Charlotte. Juliette (Alice Taglioni), professeure de français, se lance comme écrivaine et en couple avec Thierry (Christophe Paou). Margaux (Camille Rowe) est photographe indépendante. Mathieu (Benjamin Lavernhe) est célibataire malgré lui à 30 ans. Depuis la mort de leur père, Jean-Pierre assume spontanément le rôle paternel et bienveillant avec sa fratrie. Margaux lui demande de lui prêter à nouveau de l'argent, elle lui doit donc au total 10 000 €. Mathieu est amoureux transi de sa collègue Sarah Briot (Flore Bonaventura). Un soir, Jean-Pierre est contacté par son ancienne amoureuse Héléna (Elsa Zylberstein), actrice de théâtre en vogue. Elle lui téléphone pour lui confier qu'elle est atteinte d'une leucémie et qu'elle va mourir dans peu de temps.
Lors du repas de Noël chez Aurore, Juliette révèle à la famille qu'elle est enceinte. Jean-Pierre s'énerve contre Margaux, exige qu'elle lui rende l'argent qu'il lui a prêté, quitte la maison et déprime dans un bar. Margaux le rejoint et ils se réconcilient. Sur le chemin du retour, Nathalie reproche à Jean-Pierre de ne pas l'avoir informée qu'il avait prêté autant d'argent à Margaux. Sarah vient dans le bureau de Mathieu et s'invite chez lui pour le lendemain soir. Peu de temps après son arrivée chez lui, elle se jette sur lui. Le gynécologue apprend à Juliette que le cœur du bébé ne bat plus. Jean-Pierre accompagne Juliette à l'hôpital pour l'intervention chirurgicale, il lui dit qu'il aime beaucoup les nouvelles qu'elle a écrites, et qu'elle doit continuer d'écrire.
Jean-Pierre se rend au salon du vin et de la gastronomie. Devant l'entrée de l'hôtel, il retrouve Margaux qui est venue avec des amis pour un concert. Quelques heures plus tard, Margaux rentre à l'hôtel avec ses amis, un véhicule de pompier est stationné devant, un policiers lui apprend que Jean-Pierre est mort. Juliette se rend au théâtre et annonce la mort de Jean-Pierre à Héléna. Héléna révèle à Juliette qu'elle n'a pas quitté Jean-Pierre, qu'elle était enceinte, qu'il a voulu qu'elle avorte et qu'ensuite ils se sont séparés. Mathieu emmène Sarah chez Aurore pour la présenter à sa mère.

## Fiche technique
- Réalisation : Arnaud Viard
- Scénario : Arnaud Viard en collaboration avec Thomas Lilti, Emmanuel Courcol et Vincent Dietschy, d'après le recueil Je voudrais que quelqu'un m'attende quelque part d'Anna Gavalda
- Musique : Clément Ducol
- Montage : Véronique Bruque
- Photographie : Emmanuel Soyer
- Décors : Sébastien Gondek
- Costumes : Caroline Spieth
- Production : Marc-Benoît Créancier
- Sociétés de production : Easy Tiger, coproduit par France 2 Cinéma
- Sociétés de distribution  : Orange studio (International), UGC Distribution (France)
- Budget : 3,9 millions d'euros[réf. nécessaire]
- Pays de production :  France
- Genre : drame, romance
- Durée : 90 minutes
- Dates de sortie :
  - France : 24 août 2019 (Festival du film francophone d'Angoulême) ; 22 janvier 2020

## Distribution
- Jean-Paul Rouve : Jean-Pierre « JP » Armanville, directeur commercial de Milton-Astier
- Alice Taglioni : Juliette, professeure de français et écrivaine débutante
- Benjamin Lavernhe : Mathieu
- Camille Rowe : Margaux, photographe
- Elsa Zylberstein : Héléna, actrice de théâtre, ancienne amoureuse de Jean-Pierre
- Aurore Clément : Aurore, veuve, mère de Jean-Pierre, Juliette, Mathieu et Margaux
- Sarah Adler : Nathalie, épouse de Jean-Pierre
- Christophe Paou : Thierry, compagnon de Juliette
- Flore Bonaventura : Sarah Briot, collègue puis compagne de Mathieu
- Elsa Damour Cazebonne : Charlotte, fille de Jean-Pierre et Nathalie
- Yannick Choirat : Alex
- Nicolas Vaude : l'éditeur Oscar Valois
- Quentin Dolmaire : Andréa, élève passant l'oral du baccalauréat
- Eriq Ebouaney : le médecin de Mathieu
- Grégoire Oestermann : le gynécologue
- Véronique Frumy : Christiane
- Bruno Le Millin : le mari de Christiane
- Rodolphe Pauly : le directeur de la communication de Milton-Astier
- Arnaud Viard : le metteur en scène de la pièce d'Héléna

## Production

### Tournage
Le tournage a eu lieu en grande partie à Fixin, en Côte-d'Or. Une partie du tournage s'est déroulée du 3 au 7 septembre 2018 à Dijon,.

## Musique
Sauf indication contraire ou complémentaire, les informations mentionnées dans cette section proviennent du générique de fin de l'œuvre audiovisuelle présentée ici.
- Another Time par Sagittarius (en) (générique de début).
- Can't Keep My Feet on the Ground de Christopher Lewis et Isabella Marie Hill.
- Jingle Bells de James Pierpont.
- Les crêpes de Mathieu Boogaerts.
- Concerto brandebourgeois n°3  de Jean-Sébastien Bach.
- Dreams Never End par New Order (dans la maison d'Aurore, Mathieu seul dans la chambre de Jean-Pierre, danse).
- Saxy Lady d'Arch Bacon.
- Quelque part par Camille et Clément Ducol (début du générique de fin).

Musique non mentionnée dans le générique
- Joyeux Anniversaire de Patty Hill et Mildred J. Hill (chantée quand Charlotte apporte le gâteau d'anniversaire à sa grand-mère Aurore).

## Accueil

### Box office
Le film sort en France le 22 janvier 2020 dans 367 salles. Il réalise 27 040 entrées pour sa première journée. Après 5 jours en salles,162 748 entrées sont comptabilisées.
La première semaine se termine avec 212 027 tickets vendus.
Le deuxième week-end voit la fréquentation baisser de 57,07 % malgré 22 salles supplémentaires. Pour sa deuxième semaine, le film compte 114 984 entrées supplémentaires, il cumule 327 011 entrées.
47 443 spectateurs sont cumulés à la fin du troisième week-end d'exploitations, la fréquentation baisse de 58,7 % avec 402 salles. La semaine se termine avec 65 037 entrées.
Le film entame sa quatrième semaines avec 334 salles (−90) ; 25 429 entrées sont cumulées pour le week-end, ce qui permet au film de passer la barre des 400 000 entrées.
Au total, le film enregistrera 450 867 entrées (JP's box office-11.2021)

## Analyse